# Lagarotis semicaligata
Lagarotis semicaligata là một loài tò vò trong họ Ichneumonidae.